# نبيهة بن ميلاد
نبيهة بن ميلاد (4 مارس 1919 - 6 مايو 2009) كانت ناشطة تونسية رائدة في مجال حقوق المرأة ومستقلة، وكانت رائدة في الصحافة من أجل حقوق المرأة واستقلال تونس من الاستعمار الفرنسي. عملت كرئيسة لاتحاد النساء التونسيات من 1952 إلى 1963 وكتبت مقالات لصالح استقلال تونس.

## بداياتها
ولدت نبيهة بن عبد الله في 4 مارس 1919 في تونس العاصمة، والتي كانت تقع في ذلك الوقت في المحمية الفرنسية لتونس إلى بايا بنت محجوب وعثمان بن عبد الله. كان والداها جزءًا من البرجوازية التونسية، التي استقر أجدادها في تونس في القرن التاسع عشر. التحقت بمدرسة سيدي صابر الابتدائية وتطلعت إلى أن تصبح معلمة، أو محامية، لكن والدها لم يشجعها على مواصلة الدراسة بعد تخرجها من المدرسة الابتدائية.  في سن الخامسة عشرة تزوجت من الطبيب أحمد بن ميلاد (الاب)، الذي تلقى تعليمه في فرنسا وكان قياديًا في الحركة الشيوعية التونسية.   على الرغم من أن والدتها أصرت على أن ترتدي حجابها وهي طفلة، إلا أن زوجها كان حديثًا وشجع ميلد على العيش دون الحجاب. 

## النشاط
بتشجيع من زوجها في عام 1936 انضمت ميلد إلى اتحاد النساء المسلمات في تونس، بقيادة بشيرا بن مراد.  تشكلت في البداية لدعم تعليم الفتيات، بحلول عام 1938 وسعت أهدافها لتقديم المساعدة للسجناء السياسيين والمشتغلين في حركة الاستقلال، والسعي لوضع حد للحكومة الاستعمارية الفرنسية.  عندما أصيب المتظاهرون خلال احتجاج في 9 أبريل 1938، حول الدكتور ميلاد منزلهم إلى مستشفى وساعدته نبيهة، حيث قدم خدمات تمريض للجرحى على أيدي القوات الاستعمارية.   أثناء الحرب العالمية الثانية، أنجبت ابنة الزوجين الوحيدة خديجة أثناء مجاعة شديدة. قدمت هي وزوجها الحليب المعبأ  إلى الجيران في حي حلفوين ونظمت مطبخ حساء. باستخدام الاتصالات مع التجار المحليين، قادت بنميلاد نساء الحي لتقديم مائتي وجبة كل يوم من المنتجات التي تبرع بها التجار المحليين. 
في عام 1944، غادرت بن ميلاد الاتحاد النسائي التونسي، بخيبة أمل بسبب عدم وجود تحرك من جانب المجموعة واعتمادها على الحزب السياسي انضمت إلى الاتحاد النسائي التونسي، التي كانت تابعة للحزب الشيوعي التونسي.  نشأت أزمتها الإيديولوجية لأن قيادة ديستور، بدلاً من المطالبة بالحكم الذاتي التونسي، كانت تؤيد التحرير من خلال تعديل الدستور الحالي.   كانت نبيهة تؤيد النهج الأكثر تطرفًا، والذي يجمع بين الأهداف القومية وبرامج التحسين الاجتماعي  التي تهدف إلى توفير حقوق المرأة وفرص التعليم للأطفال المحرومين. في عام 1951 تم تعيينها للعمل في مجلس الاتحاد النسائي التونسي وأصبحت في العام التالي رئيسة المنظمة، حيث كانت تعمل بهذه الصفة حتى تم حلها في عام 1963 بسبب علاقاتها الوثيقة مع الحزب الشيوعي.   منذ عام 1952، ساعدت أيضًا زوجها محمد السلامي ومحمد صالح كفار في الكتابة وتسليم صحيفة «كوماندوز» سراً، والتي حثت التونسيين على المشاركة في تحرير أنفسهم والكفاح من أجل حقهم في الأمة. 
بدلاً من الانضمام إلى الاتحاد الوطني للمرأة التونسية [بالفرنسية]، التي رأت ميلد أنها متحالفة بشكل وثيق مع الدولة ذات الحزب الواحد، غادرت الحركات النسائية الرسمية رغم أنها واصلت نشر مقالات في مجلة فرنسية، البروليتارية ثورة حتى وفاتها.  مع نمو أطفالها بدأت العمل كعامل اجتماعي في مستشفى شارل نيكول في تونس، لكنها استقالت عندما بدأ الموظفون في الضغط عليها للإبلاغ عن زملائهم والالتزام بالممارسات الدينية. في عام 1993 كان تاريخ النساء المشاركات في الحركة القومية في تونس، (مذكرات النساء: التونسيات في الحياة العامة، 1920-1960) يحتوي على رسم لسيرة ميلاد. 

## وفاتها
توفيت ميلد في تونس في 6 مايو 2009. في عام 2013 عقدت جامعة إلهيم مرزوقي النسوية تحية في ذاكرتها لتكريم إسهامات المرأة التاريخية في الحركة النسائية في تونس. 